# Гребінківська міська територіальна громада
Гребінківська міська об'єднана територіальна громада — об'єднана територіальна громада в Україні, у Лубенському районі Полтавської області. Адміністративний центр — місто Гребінка.
Площа громади — 78,35 км², населення — 12 511 мешканців (2018).

## Історія
Громада утворена 31 березня 2017 року шляхом об'єднання Гребінківської міськради, Мар'янівської та Слободо-Петрівської сільрад Гребінківського району.
12 червня 2020 року розпорядженням Кабінету Міністрів України до громади приєднана Наталіївська сільська рада, а саму громаду затверджено в межах колишніх рад - Гребінківської міської, Мар’янівської, Слободо-Петрівської, Березівської, Григорівської, Короваївської, Кулажинської, Майорщинської, Наталівської, Овсюківської, Олександрівської, Почаївської, Рудківської, 
Сербинівської, Стукалівської, Тарасівської, Тополівської сільських. 19 липня 2020 увійшла до складу укрупненого Лубенського району.

## Населені пункти
До складу громади входять місто Гребінка та 41 село: Березівка, Бесідівщина, Високе, Відрадне, Горби, Григорівка, Грушківка, Гулаківка, Загребелля, Калинівка, Корніївка, Короваї, Кулажинці, Лутайка, Майорщина, Мар'янівка, Михайлівка, Наталівка, Новодар, Новоселівка, Овсюки, Олександрівка, Оржиця, Осавульщина, Павлівщина, Писарщина, Покровщина, Польове, Почаївка, Рудка, Саївка, Світанок, Сербинівка, Сімаки, Скочак, Сліпорід-Іванівка, Слободо-Петрівка, Сотницьке, Стукалівка, Тарасівка, Тополеве.

## Старостинські округи
- Березівський (с.Березівка, с.Корніївка);
- Стукалівсько-Григорівський (с.Григорівка, с.Писарщина, с.Стукалівка, с.Михайлівка);
- Короваївський (с.Короваї, с.Лутайка);
- Кулажинсько-Наталівський (с.Кулажинці, с.Наталівка, с.Олексіївка);
- Мар’янівський (с.Мар’янівка, с.Новодар);
- Майорщинський (с.Майорщина, с.Сліпорід-Іванівка);
- Овсюківський (с.Овсюки, с.Покровщина);
- Олександрівський (с.Олександрівка, с.Високе, с.Осавульщина, с.Павлівщина, с.Сімаки);
- Почаївський (с.Почаївка, с.Бесідівщина, с.Сотницьке, с.Новоселівка, с.Скочак);
- Рудківський (с.Рудка, с.Горби);
- Слободо-Петрівський (с.Слободо-Петрівка, с.Гулаківка, с.Загребелля, с.Оржиця, с.Польове);
- Сербинівський (с.Сербинівка, с. Грушківка, с. Саївка);
- Тарасівський (с. Тарасівка);
- Тополівський (с.Тополеве, с.Відрадне, с.Світанок)[4]